# Ptosanthus helvus
Ptosanthus helvus är en tvåvingeart som först beskrevs av Friedrich Hermann Loew 1861.  Ptosanthus helvus ingår i släktet Ptosanthus och familjen borrflugor. Inga underarter finns listade i Catalogue of Life.